# Utagawa Sadahide
Pour les articles homonymes, voir Utagawa.
Utagawa Sadahide (歌川貞秀), aussi connu sous les noms Hashimoto, Gountei Sadahide et Gyokuransai Sadahide, est un artiste graveur japonais né en 1807 et mort en 1873.

## Biographie
Il entre dans l’atelier d’Utagawa Kunisada I, devenant ainsi un membre de l’école Utagawa, avant d’être considéré comme son meilleur élève[réf. nécessaire].
Il s'intéresse à partir de 1859 à la ville de Yokohama, concession étrangère faite en 1858 lors de l’ouverture forcée du Japon. Sadahide produit alors nombre d’estampes dépeignant les étrangers, leurs importations, leurs coutumes ainsi que la ville elle-même. Son œuvre la plus connue est l’estampe en huit grandes feuilles formant une vue de la ville en 1860, intitulée Gokaikō Yokohama no zenzu (Image complète du nouveau port ouvert de Yokohama).
Sadahide est l’un des onze artistes japonais sélectionnés pour participer à l’exposition universelle de 1867 à Paris. Il y reçoit la Légion d'honneur.

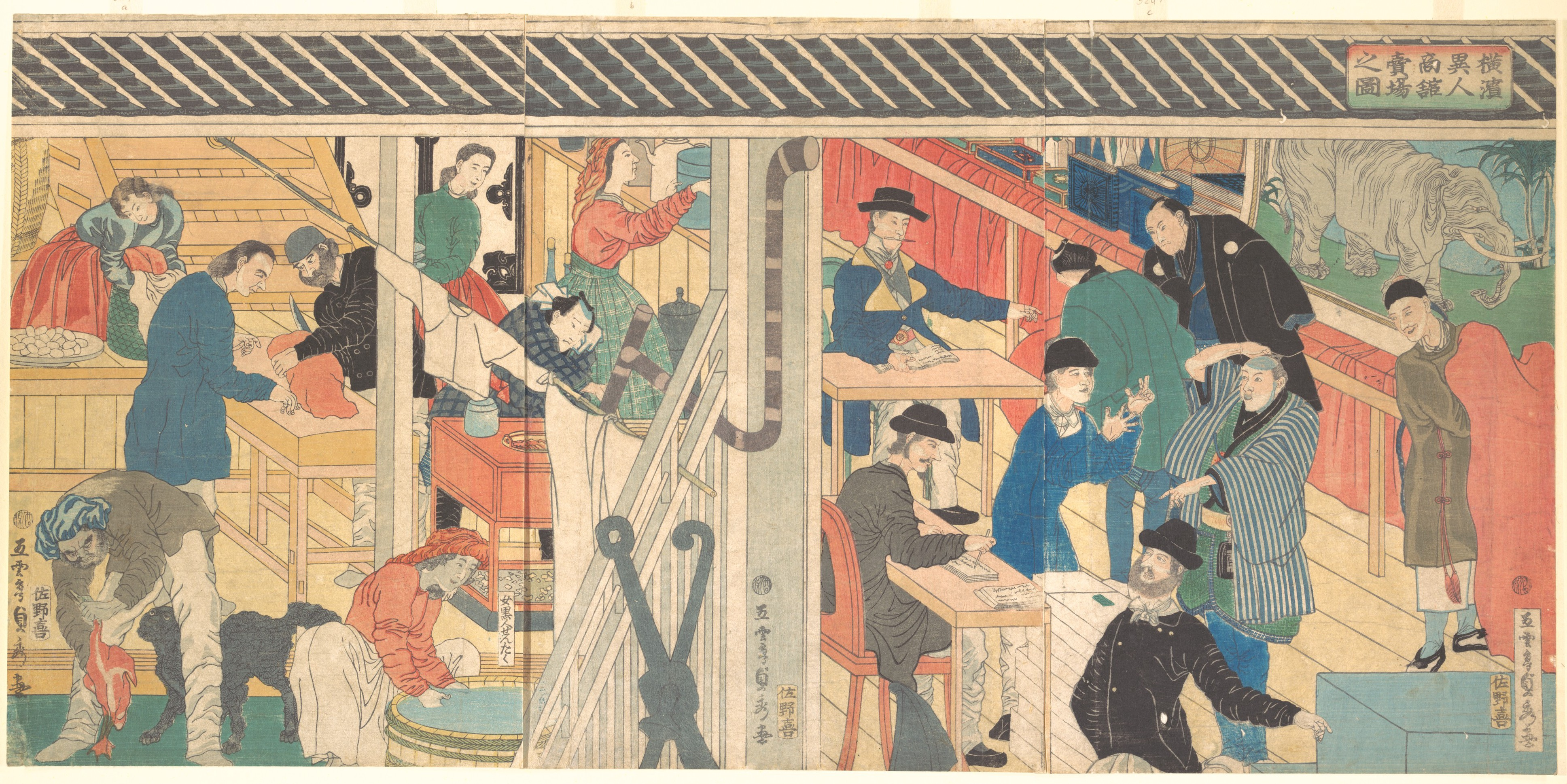
Commerçants étrangers à Yokohama, 1861)